# Császárkőbánya
Császárkőbánya (németül Kaisersteinbruch) falu Ausztriában, Burgenland tartományban, a Nezsideri járásban. Közigazgatásilag Királyhida község része.

## Fekvése
A Lajta-hegység északi oldalában fekvő burgenlandi település, közvetlenül Alsó-Ausztria határában.

## Története
Az újkőkorszaktól a római korig folyamatosan lakott település volt.  A falu mellett római útmaradványokat is találtak, mely a Cartunumból a Lajta-hegységen keresztül vezető út része volt. Hogy már a rómaiak is bányásztak itt követ, arra Titus Calidius Severus Bécsben őrzött sírköve a példa. Szarmata kori kőfejtője is ismert és közelében 6. századi longobárd temetőt is tártak fel. A római falakon épített sáncokkal és saroktornyokkal ellátott kisebb erődítmény állt itt, mely a Karoling korban nem uradalmi központnak, hanem az utasok elszállásolására és ellátására szolgált.
A mai falu területét 1203-ban Imre király a heiligenkreuzi cisztercita apátságnak adta. Az adományt 1317-ben Károly Róbert király is megerősítette. A ciszterciek nyomban hozzá is kezdtek itt a királyudvari apátság felépítéséhez, mely azonban befejezetlen maradt. Mindazonáltal a királyudvari apáti címet még a 20. században is adományozták. A török 1529-es hadjárata során Királyudvart is feldúlta. Ezután Jó János ciszterci apát 1531-ben a területet 50 évre zálogba adta. Ebben az időszakban pusztultak el végleg az épületek, köztük a templom maradványai is. 1990-ben már csak csekély falmaradványok látszottak.
Az 1529-es török pusztítás után sok kőre volt szükség az újjáépítéshez. Itt, Bécshez és Pozsonyhoz közel erre különösen alkalmas kemény mészkő volt kitermelhető. A fehértől az okkersárgáig váltakozó, gyakran kékes színű kő megmunkálva hasonló volt a márványhoz, így a reneszánsz és a barokk építészet igényeit maximálisan kielégítette. Kitűnő minősége miatt a „Kaisersteinnek” azaz Császárkőnek nevezték el. Ebből a kőből épült számos bécsi templom és palota, köztük a Hofburg és a Schönbrunni kastély több része, oltárok, lépcsők, kapuzatok  is. Innen vittek követ a Stephansdom 1861-ben megkezdett újjáépítéséhez is.
A mai falut a 16. század végén  alapították a heiligenkreuzi apátság kőfejtői. Első írásos említése 1576. június 13-án „Steinbruch am Leythaberg” néven történt. 1660-ban I. Lipót császártól a település kiváltságokat kapott, mely szerint lakói szabadok lettek és felmentést kaptak a katonaság ellátása alól. Ezeket a jogokat 1747-ben Mária Terézia is megerősítette. A kőbányászat fellendülése magával vonzotta a többi iparág megjelenését is. Az így kialakult élénk kereskedelem hatására a település vásártartási jogot kapott. A kereskedelem nyomában kialakult csempészet megakadályozására az egyik fióktelepen harmincad vámot alapítottak. Alighogy vége lett a Rákóczi-szabadságharcnak, 1711-ben itt is pestis pusztított. A helyi közösségre nagy terhet rótt 1809 júliusában a megszálló francia katonaság ellátása. A 19. század közepén  a császári hadvezetés a Bruckban létesített katonai kiképzőtábor jelentős bővítését határozta el mely nagy területet érintett a falu határában is.
Az első világháború idején mintegy 3000 fős hadifogolytábor működött a falu alsó végén. Trianonig Moson vármegye Nezsideri járásához tartozott. 1921-ben Ausztriának ítélték, és Burgenland tartomány része lett.

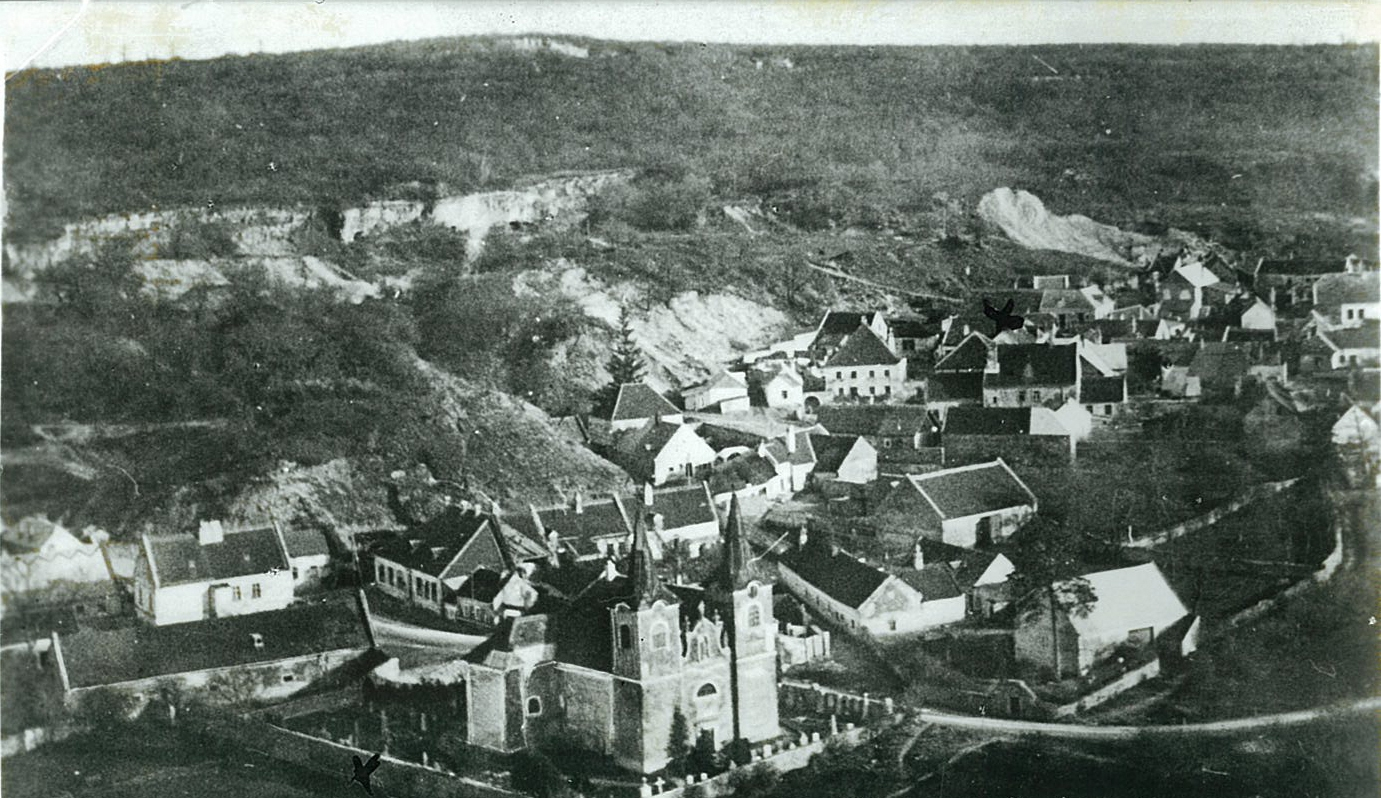
Császárkőbánya 1900 körül
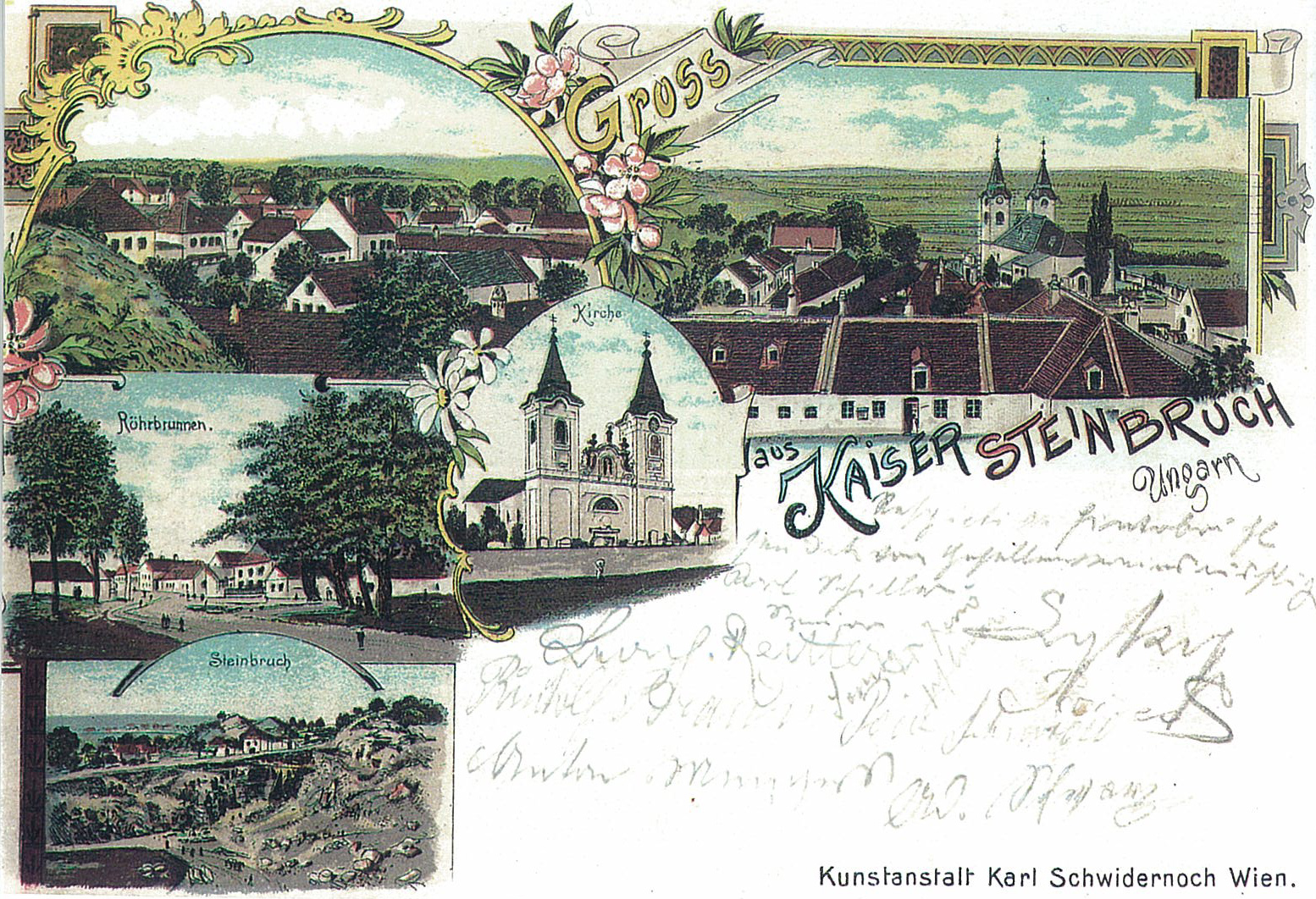
Képeslap 1902-ből
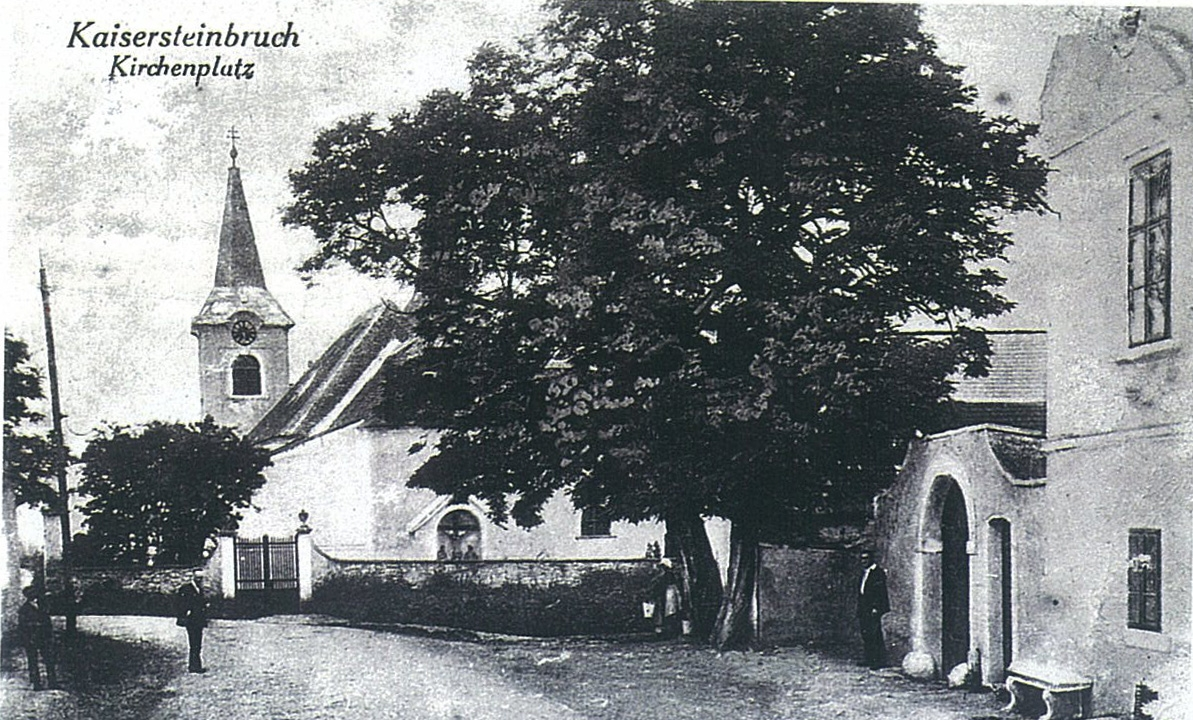
A Templomtér 1900-ban

1934-től a volt fogolytábor egy részén politikai foglyokat, szocialista, kommunista és szakszervezeti vezetőket tartottak fogva. 1938-tól Ausztria német megszállása után kibővítették. A második világháborúban ismét hadifogolytáborként működött.  A legtöbb foglyot 1941 februárjában tartották itt fogva 73583 katonát, 970 tisztviselőt és 220 civilt. A nagy számú halottra való tekintettel a tábor közelében hadifogoly temető létesült. Egy 1955-ös dokumentum szerint 9584 szovjet hadifogoly halt itt meg.
1951. március 7-én a Burgenlandi Tartományi Gyűlés újra alapította Császárkőbánya községet. 1956-57-ben több ezer magyar menekültet szállásoltak el a volt fogolytábor barakkjaiban. 1971-óta Császárkőbánya a szomszédos Királyhida része. 2005-ben mintegy 280 lakos élt itt.

## Nevezetességei
- Szent Rókus és Szent Sebestyén tiszteletére szentelt római katolikus templomát 1617-ben építették. 1683-ban Bécs török ostroma idején súlyos károkat szenvedett. 1692-ben renoválták, majd 1745-ben bővítették és barokk stílusban építették át. Az 1814. évi  tűzvészben újra súlyosan megsérült, ezt követően 1825-ig állították helyre. A II. világháború és a szovjet megszállás újra súlyos károkat okozott benne, helyreállítása 1962-ben fejeződött be.
- A plébánia épülete 1649-ben készült el.
- A temető barokk kapuját a 17. század második felében építették.
- A két pestiskereszt közül az egyiket 1646-ban Paul Cleritz, a másikat 1648-ban Ambrose Regondi olasz kőfaragómester készítette.
- A Kőfaragó Múzeum 1990-ben létesült. Benne római érmegyűjtemény, lapidárium, kő megmunkálásra alkalmas szerszámok, fotók láthatók.